# Akira Itō
Akira Itō (jap. 伊藤 彰, Itō Akira; * 19. September 1972 in der Präfektur Saitama) ist ein ehemaliger japanischer Fußballspieler und -trainer.

## Karriere
Itō erlernte das Fußballspielen in der Schulmannschaft der Bunan High School und der Universitätsmannschaft der Kokushikan-Universität. Seinen ersten Vertrag unterschrieb er 1995 bei den Fujitsu (heute: Kawasaki Frontale). Der Verein spielte in der zweithöchsten Liga des Landes, der Japan Football League. 1999 wurde er mit dem Verein Meister der J2 League und stieg in die J1 League auf. 2000 erreichte er das Finale des J.League Cup. Am Ende der Saison 2000 stieg der Verein in die J2 League ab. Für den Verein absolvierte er 161 Spiele. 2002 wechselte er zum Ligakonkurrenten Omiya Ardija. Für den Verein absolvierte er 81 Spiele. 2004 wechselte er zum Ligakonkurrenten Sagan Tosu. Für den Verein absolvierte er 41 Spiele. 2005 wechselte er zum Ligakonkurrenten Tokushima Vortis. Für den Verein absolvierte er 82 Spiele. Ende 2006 beendete er seine Karriere als Fußballspieler.

## Erfolge
Kawasaki Frontale
- Japanischer Ligapokalfinalist: 2000